# ESOMAR
Die European Society for Opinion and Market Research (ESOMAR) ist ein international tätiger Verein zur Marktforschung mit Sitz in Amsterdam.

## Tätigkeit und Geschichte
Die ESOMAR hat nach eigenen Angaben etwa 6,5 Millionen Mitglieder aus über 130 Ländern und wurde 1948 gegründet. Im gleichen Jahr veröffentlichte sie einen professionellen Verhaltenskodex, der das Vertrauen in die Markt- und Meinungsforschung untermauern sollte. 1977 stellten Internationale Handelskammer und ESOMAR den ICC/ESOMAR Internationale Kodex für die Praxis der Markt- und Sozialforschung als allgemeinverbindlichen Standard vor. Er wird inzwischen weltweit von über hundert nationalen Verbänden der Markt- und Sozialforschung anerkannt.
Für die 2007 unternommene Revision dieses Kodexes wurde vorgeschlagen, unter Umständen die Herausgabe von Daten zu erlauben und somit bei ausdrücklicher Einwilligung die Anonymität preiszugeben; Kritiker verweisen auf eine Notwendigkeit des Anonymats zur Unterscheidung von Demoskopie und Direktmarketing. Der neue Kodex trat am 1. Januar 2008 in Kraft, der Vorschlag wurde jedoch nicht umgesetzt. Die entsprechende Bestimmung lautet:
„Selbst wenn einzelne Teilnehmer einer Untersuchung den expliziten Wunsch äußern, dass ihre Daten (auch) in nicht anonymisierter Form an den Auftraggeber übermittelt werden, darf dem nicht entsprochen werden. In diesem Fall darf den Teilnehmern nur eine Kontaktadresse des Auftraggebers genannt werden, damit sie sich gegebenenfalls selbst an den Auftraggeber wenden können.“
Bei dieser Regelung ist es bis jetzt geblieben.